# Venere e Adone
Venere e Adone (titolo orig. Venus and Adonis) è un poema narrativo di William Shakespeare, pubblicato nel 1593. Probabilmente la sua prima pubblicazione è strutturata in 1194 versi ed è dedicata a Henry Wriothesly.
Il poema racconta la storia di Venere, la dea dell'Amore, del suo amore non corrisposto, dei suoi tentativi di seduzione di Adone, un giovanissimo e affascinante uomo, che preferirebbe andare a caccia. Il poema è pastorale, con inserti erotici, comici e tragici. E contiene discorsi sulla natura dell'amore, oltre che osservazioni sulla natura. 
Composto in stanze di sestine in pentametro giambico, con rime ABABCC. Sebbene questa forma di versi fosse conosciuta ben prima dell'uso fattone da Shakespeare, oggi è comunemente inteso come la stanza di Venere e Adone, dopo quest'opera. Tale forma fu usata pure da Edmund Spenser e Thomas Lodge. Il poema consta di 199 stanze o 1.194 righe.
Il tema, che proviene dal decimo libro delle Metamorfosi di Ovidio, è sviluppato da Shakespeare in maniera originale, introducendo ad esempio il rifiuto delle profferte amorose di Venere da parte di Adone.
Erwin Panofsky ha ipotizzato che Shakespeare possa essersi ispirato all'omonimo dipinto di Tiziano Vecellio, nel quale è possibile scorgere la contrarietà di Adone all'abbraccio della dea.
Il poema è centrato sui due personaggi, e si svolge in uno stesso luogo, nel tempo che intercorre tra l'alba e il tramonto dello stesso giorno.

## Edizioni italiane
- Poemetti. Venere e Adone - Lo stupro di Lucrezia, traduzione di Walter Malosti, Collezione di poesia n.500, Torino, Einaudi, 2022, ISBN 978-88-062-5758-3.